# Селихов, Юрий Геннадьевич
Юрий Геннадьевич Селихов (род. 22 января 1943, Купино, Новосибирская область) — советский баскетболист, тренер. Рост — 186 см. Разыгрывающий. Выступал за ЦСКА.
Заслуженный мастер спорта СССР (1967). Заслуженный тренер СССР (1982). заслуженный тренер РСФСР (1979).
Окончил Киевский государственный институт физической культуры (1975).

## Биография
Родился 22 января 1943 года в Купино Новосибирской области.
Начинал карьеру в спорте как футболист, показывая хорошие результаты. Его приглашали в «Динамо», но для футболиста считался слишком высоким. Мать отговорила сына от занятий футболом, посоветовав найти другой вид спорта, которым в итоге стал баскетбол.
В 1960 году окончил среднюю школу с серебряной медалью, после чего полностью посвятил себя баскетболу.
На протяжении пяти лет, в сезонах 1961/1962-1966/1967 годов, выступал за команду второй лиги московский «Буревестник». Оттуда же он попал в сборную СССР.
В 1967 году стал чемпионом мира и чемпионом Европы. В том же году перешёл в БК ЦСКА (Москва). За недолгих три года в клубе Селихов дважды стал чемпионом СССР, обладателем Кубка европейских чемпионов, а в составе сборной страны завоевал «бронзу» Олимпийских игр-1968 года в Мехико.
В 1969 году, с приходом в ЦСКА Александра Гомельского, потерял место в основе клуба.
По окончании сезона 1969/70 объявил о завершении карьеры игрока, после чего ему было предложено стать играющим тренером Южной группы войск, которая располагалась в Венгрии. В этом качестве Селихов проработал пять лет, а, вернувшись в Москву, принял предложение Александра Гомельского стать вторым тренером в ЦСКА.
В 1978—1979 годах Селихов ассистировал Владимиру Обухову в сборной юниоров, которая после шестилетнего перерыва, в 1978 году, одержала победу на чемпионате Европы в Италии. В 1979 году возглавлял сборную Москвы — победительницу Спартакиады народов СССР с участием команд США, Югославии, Чехословакии и Польши.
В 1978-79, 1980-81 — старший тренер (в 1977-78, 1979-80 — ассистент) мужской команды ЦСКА (Москва), чемпиона СССР 1978—1981.
В 1980 году также возглавлял сборную юниоров, выигравшую чемпионат Европы, проходивший в Югославии, а в сезоне 1981/1982 работал с женской командой ЦСКА.
В качестве старшего тренера готовил сборную СССР, руководимую А. Я. Гомельским, к победному чемпионату мира-1982 в Колумбии, чемпионату Европы-1983 года во Франции (где СССР занял 3-е место), Олимпийским играм-1988 в Сеуле.
В 1982-85, 1986-89 — главный тренер (в 1985-86 — ассистент) ЦСКА (Москва), чемпион СССР 1983, 1984, 1988; вице-чемпион СССР — 1985, 87.
В 1989 году работал со студенческой сборной СССР, занявшей 2-е место на Универсиаде.
В 1992 году — главный тренер сборной СНГ, занявшей 4-е место на ОИ-92 в Барселоне.
Главный тренер мужской сборной России, серебряного призёра чемпионата Европы 1993. В сезонах 1992/1993-1993/1994 работал главным тренером в клубе немецкой бундеслиги ТФГ Трир.
Вернувшись в Россию, был главным тренером в клубах Суперлиги России — в «Автодоре» (1994/95), «Шахтере» (Черемхово) (1995/96). В 1996-98 — главный тренер БИПА-Мода (Одесса), вице-чемпион Украины-1997, чемпион Украины-1998.
В сезоне 1998/99 — главный тренер клуба «Самара», а в следующем сезоне тренировал польский клуб «Варта» (Щецин), сумев сохранить для неё место в высшем дивизионе.
В 2000/01 работал с питерским «Спартаком».
В сезоне 2001/02 был одновременно ассистентом молодёжной мужской сборной России и БК «Автодор». В сезонах 2002/03 и 2003/04 работал с юниорской и молодёжной мужской сборными России. В 2003 году помогал Сергею Елевичу на посту главного тренера первой сборной России.
В сезоне 2004/05 работал координатором молодёжных команд подмосковного БК «Химки», а в 2005 году являлся консультантом тренерского штаба сборной России на чемпионате Европы в Сербии и Черногории.
Непродолжительное время, перед началом сезона 2006/2007 возглавлял баскетбольный клуб «Динамо» (Санкт-Петербург), который вскоре прекратил существование в связи с банкротством. Затем работал главным тренером БК «Одесса».
В сентябре 2008 года — снова главный тренер в БК «Автодор». По окончании сезона 2008/09 и до 2013 года работал в тренерском штабе клуба.
В 2010 году работал помощником главного тренера женской сборной России по баскетболу, которую до 2012 года возглавлял Борис Соколовский.
Награждён медалью «За трудовое отличие» (1967), орденом «За службу Родине в Вооружённых Силах СССР» III степени (1983).

## Достижения

### В качестве игрока
- Бронзовый призёр Олимпийских игр: 1968.
- Чемпион мира: 1967.
- Чемпион Европы: 1967.
- Серебряный призёр Универсиады: 1965.
- Обладатель Кубка европейских чемпионов ФИБА: 1968/1969.
- Финалист Кубка европейских чемпионов ФИБА: 1969/1970.
- Чемпион СССР: 1969, 1970.
- Бронзовый призёр чемпионата СССР: 1967, 1968.
- Бронзовый призёр Спартакиады народов СССР: 1967.

### В качестве главного тренера
- Серебряный призёр чемпионата Европы: 1993.
- Чемпион Европы среди юниоров (U-18): 1980.
- Серебряный призёр Универсиады: 1989.
- Чемпион СССР: 1979, 1981, 1983, 1984, 1988.
- Чемпион Украины: 1998.
- Серебряный призёр чемпионата СССР: 1985, 1987.
- Серебряный призёр чемпионата Украины: 1997.
- Чемпион Спартакиады народов СССР: 1979.

### В качестве ассистента главного тренера
- Олимпийский чемпион: 1988.
- Чемпион мира: 1982.
- Бронзовый призёр чемпионата Европы: 1983.
- Чемпион Европы среди юниоров (U-18): 1978.
- Победитель международных соревнований «Дружба-84».
- Чемпион СССР: 1978, 1980.
- Серебряный призёр чемпионата СССР: 1986.